# 228136 Billary
228136 Billary è un asteroide della fascia principale. Scoperto nel 2009 presso l'osservatorio del Teide, presenta un'orbita caratterizzata da un semiasse maggiore pari a 2,2551855 UA e da un'eccentricità di 0,1044148, inclinata di 3,27431° rispetto all'eclittica.
L'asteroide è dedicato agli astrofili statunitensi William Griffith e Hillary U. Galkin, tramite una crasi dei loro nomi.